# Лавароне
Лаваро́не (итал. Lavarone) — коммуна в Италии, располагается в провинции Тренто области Трентино-Альто-Адидже, центр великого сообщества Альтипьяни-Чимбри.
Население составляет 1110 человек (2008 г.), плотность населения составляет 42 чел./км². Занимает площадь 26 км². Почтовый индекс — 38046. Телефонный код — 0464.
Покровителем коммуны почитается святой Флориан Лорхский, празднование 4 мая.

## Демография
Динамика населения:

## Администрация коммуны
- Официальный сайт: http://www.comune.lavarone.tn.it/